# Рјохеи Сузуки
Рјохеи Сузуки (јап. 鈴木 良平; 12. јун 1949) бивши је јапански фудбалер н тренер.
Био је тренер јапанске фудбалске репрезентације за жене од 1986. до 1989.